# Епархия Ранкагуа

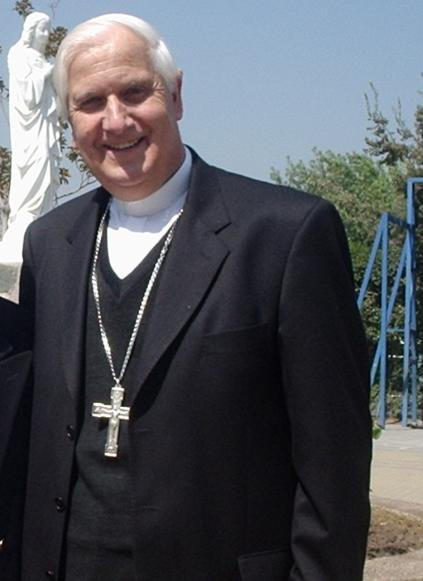
Епископ Алехандро Гоич Кармелич

Епархия Ранкагуа (лат. Dioecesis Rancaguensis) — епархия Римско-Католической церкви с центром в городе Ранкагуа, Чили. Кафедральным собором епархии Ранкагуа является собор Эль-Саграрио.

## История
18 октября 1925 года Римский папа Пий XI издал буллу Apostolicis muneris, которой учредил епархию Ранкагуа, выделив её из архиепархии Сантьяго-де-Чили.

## Ординарии епархии
- епископ Rafael Lira Infante (14.12.1925 — 18.03.1938) — назначен епископом Вальпараисо;
- епископ Eduardo Larraín Cordovez (9.07.1938 — 2.02.1970);
- епископ Alejandro Durán Moreira (2.02.1970 — 30.05.1986);
- епископ Хорхе Артуро Медина Эстевес (25.11.1987 — 16.04.1993) — назначен епископом Вальпараисо;
- епископ Francisco Javier Prado Aránguiz (16.04.1993 — 23.04.2004);
- епископ Алехандро Гоич Кармелич (23.04.2004 — по настоящее время).

## Источник
- Annuario Pontificio, Libreria Editrice Vaticana, Città del Vaticano, 2003, ISBN 88-209-7422-3
- Булла Apostolicis muneris, AAS 18 (1926), стр. 201  (лат.)